# 刮鬍刀
刮鬍刀亦稱為剃鬚刀，是用來刮鬍鬚的刀。1680年在英格蘭謝菲爾德製造了第一把鋼刃直剃刀，但由於暴露的刀刃邊緣需要熟練的技巧，因此多半是職業理髮師使用、個人剃鬚並不流行。

## 歷史
1770年，是刮鬍史上重要的一年。一位名叫Jean-Jacques Perret的人出版了一本書，教導男人如何為自己刮鬍子，而同時Perret刮鬍刀被發明出來。這是刮鬍的一次革命，因為它是邁向現代安全刮鬍刀的第一步。它的刀片固定在一個木製手柄上，使其更易於使用 – 不是今天所期望的高標準，但這是一個突破，使刮鬍工具更容易被平常人使用。
1847年威廉·漢森（William S. Henson）製造了一把刮鬍刀，手柄上的刀片設置成直角。這是雙面安全刮鬍刀的前身。術語“安全刮鬍刀”於1880年首次獲得專利，用於刮鬍，該刮鬍刀具有額外的安全夾和附件，使刀片在皮膚上更順暢地滑動。安全刮鬍刀仍然是實現優質刮鬍的最佳方式之一。
隨時代演變，在1880年後，第一次將梳齒狀護欄結合刮鬍刀的設計稱為「安全刮鬍刀」，使用需研磨的楔型刀片。
1885年，金·坎普·吉列（King C. Gillette）發布了世界上第一個一次性刮鬍刀片。從此對刮鬍刀進行蕩刀和硏摩不再是必要的，使刮鬍比以往更容易。從那以後，吉列一直是刮鬍刀的主要供應商之一。
1901年後，吉列成立的吉列公司承接美軍合約，設計製造了使用拋棄式雙面刀片的安全刮鬍刀，適合軍人在戰場快速、安全、便宜的剃鬚以佩戴防毒面具；並隨著戰事結束，將剃鬚的習慣帶回生活，個人剃鬚自此擴大進入平民日常。
1928年，來自美國的Jacob Schick發明了第一台電動刮鬍刀。在這些廣泛傳播之前花了一段時間，但他為那些需要快速解決日常刮鬍常規問題的男士提供了快速刮鬍。雖然電動刮鬍刀並不總是提供相同的刮鬍或舒適，但他們已經改變了數百萬男性的刮鬍。
經過不斷的沿革，日常剃鬚便有了更多自由便利的選擇，最常見的是電動刮鬍刀與多刀片替換式刮鬍刀。

## 直剃刀
直剃刀的刀片單刃鋒利。刀片可以由不銹鋼或高碳鋼製成，不銹鋼磨刀速度較慢，但不易染色，易於保養；高碳鋼磨刀速度快，且刀刃保持良好，但如果不及時清潔和乾燥，容易生鏽和染色。

### 免洗刀片直剃刀
這些剃刀的外觀和使用方法與直剃刀相似，但使用一次性刀片，要么是標準的雙刃刀片，要么是特製的單刃刀片。這些剃刀的使用方法與直剃刀相同，但無需磨刀帶和磨刀。

## 安全刮鬍刀
邁向更安全刮鬍刀的第一步是護刀式刮鬍刀（也稱為直式安全刮鬍刀），它在普通直式刮鬍刀上增加了一個防護裝置。這項發明的靈感來自細木工刨，本質上是一把刀片被木質套筒包裹的直式刮鬍刀。最早的剃刀護刀齒狀如梳子，只能安裝在剃刀的一側；可翻轉的護刀是護刀式剃須刀的首批改進之一。

### 可拆卸刀片刮鬍刀
指的是一種基本款刮鬍刀，刀柄連接到刀頭上，刀頭上可以安裝可拆卸刀片。刀刃用刀頭上帶有的梳子保護，以保護皮膚。在現代生產的安全剃刀中，梳子現在通常被安全桿取代。安全刮鬍刀有兩種：單刃刮鬍刀和雙刃刮鬍刀。單刃刮鬍刀本質上是一把 4 公分（1.6 英吋）長的直剃刀。雙刃安全剃刀是一種帶有斜桿的剃刀，可以雙面使用，有兩個開放的邊緣。雙刃安全剃刀的刀片略微彎曲，可以使剃須更順滑、更乾淨。

### 刀片式刮鬍刀

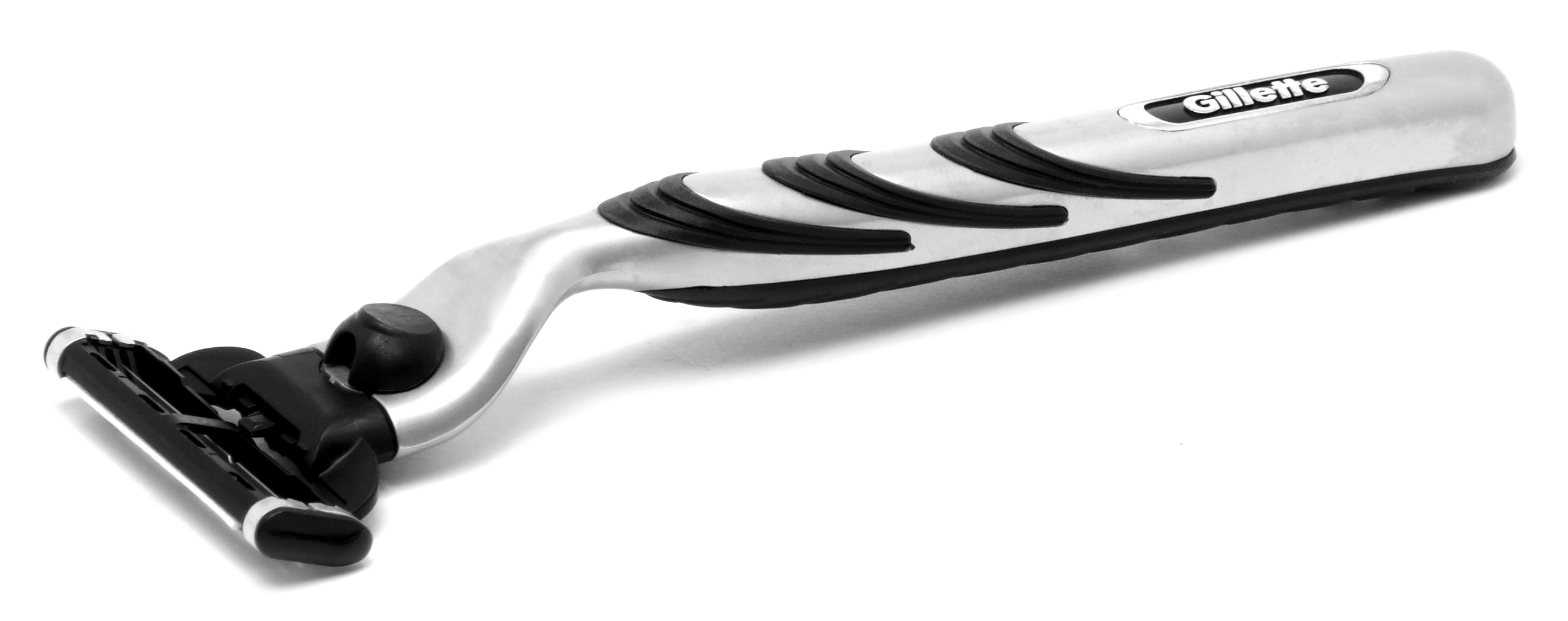
帶有可更換刀片的現代安全剃須刀

20 世紀 60 年代，刀片式刮鬍刀沿用了 20 世紀初開創的刮鬍刀和刀片商業模式，發展成為如今已開發國家最常見的刮鬍方式。雖然刀柄和刀頭的設計更符合人體工學（通常包括一個可旋轉的刀頭，使刀片在剃須過程中始終保持與皮膚的預定角度），但其概念與雙刃剃須刀非常相似。然而，刀片式刮鬍刀需要拆卸和處理的是整個刀頭組件（即刀片），而不僅僅是刀片。這些刀片式刀頭通常內建多個刀片，通常為 2 到 5 個刀片。

### 免洗安全刮鬍刀

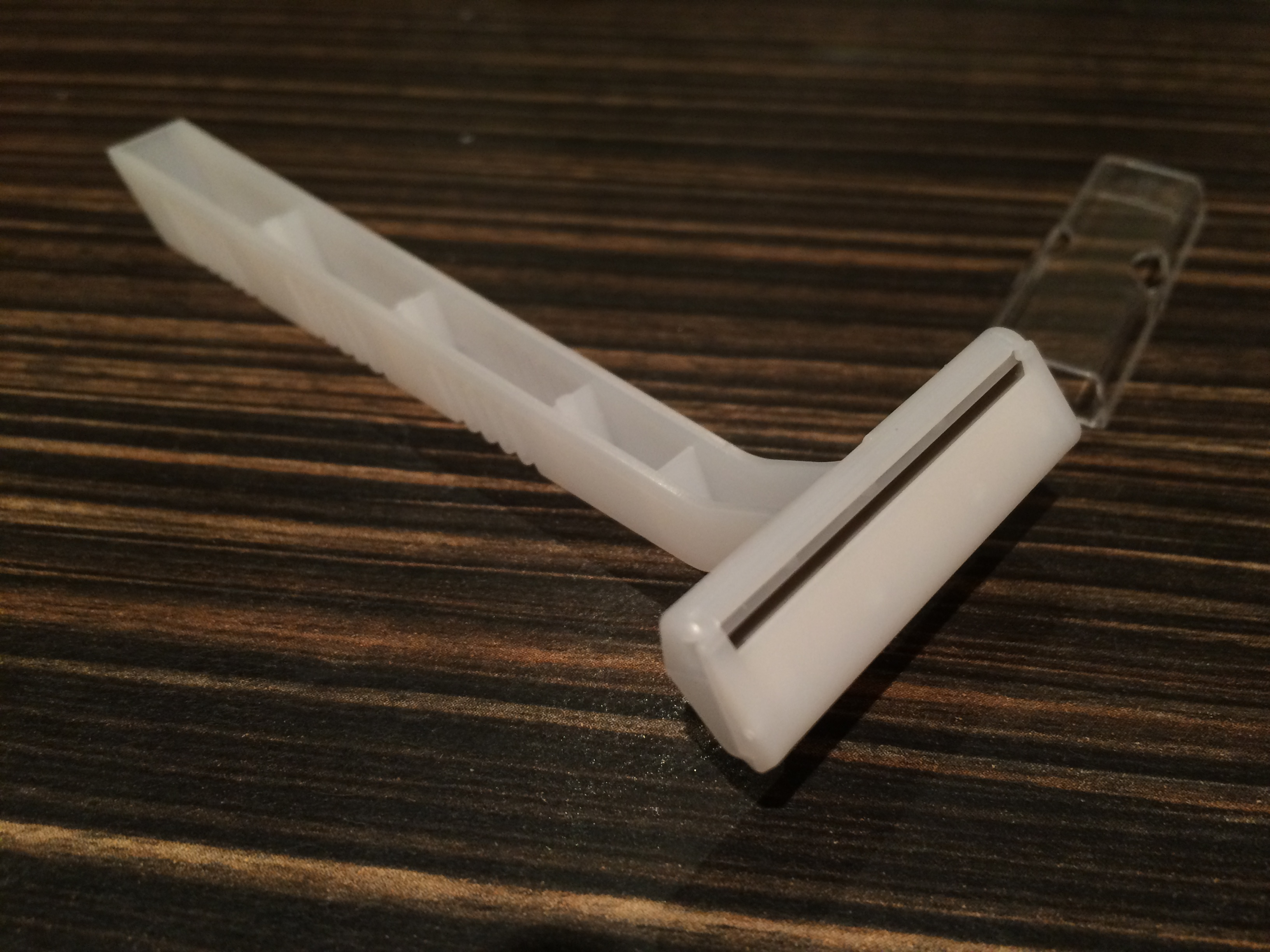
基本款拋棄式刮鬍刀

免洗安全刮鬍刀的設計與刀片式刮鬍刀非常相似，（最常見的是射出成型的聚碳酸酯），但使用後可完全丟棄，無需磨刀片或更換。

### 壽命
使用後擦乾刀片可延長安全刮鬍刀的使用壽命。

## 電動刮鬍刀

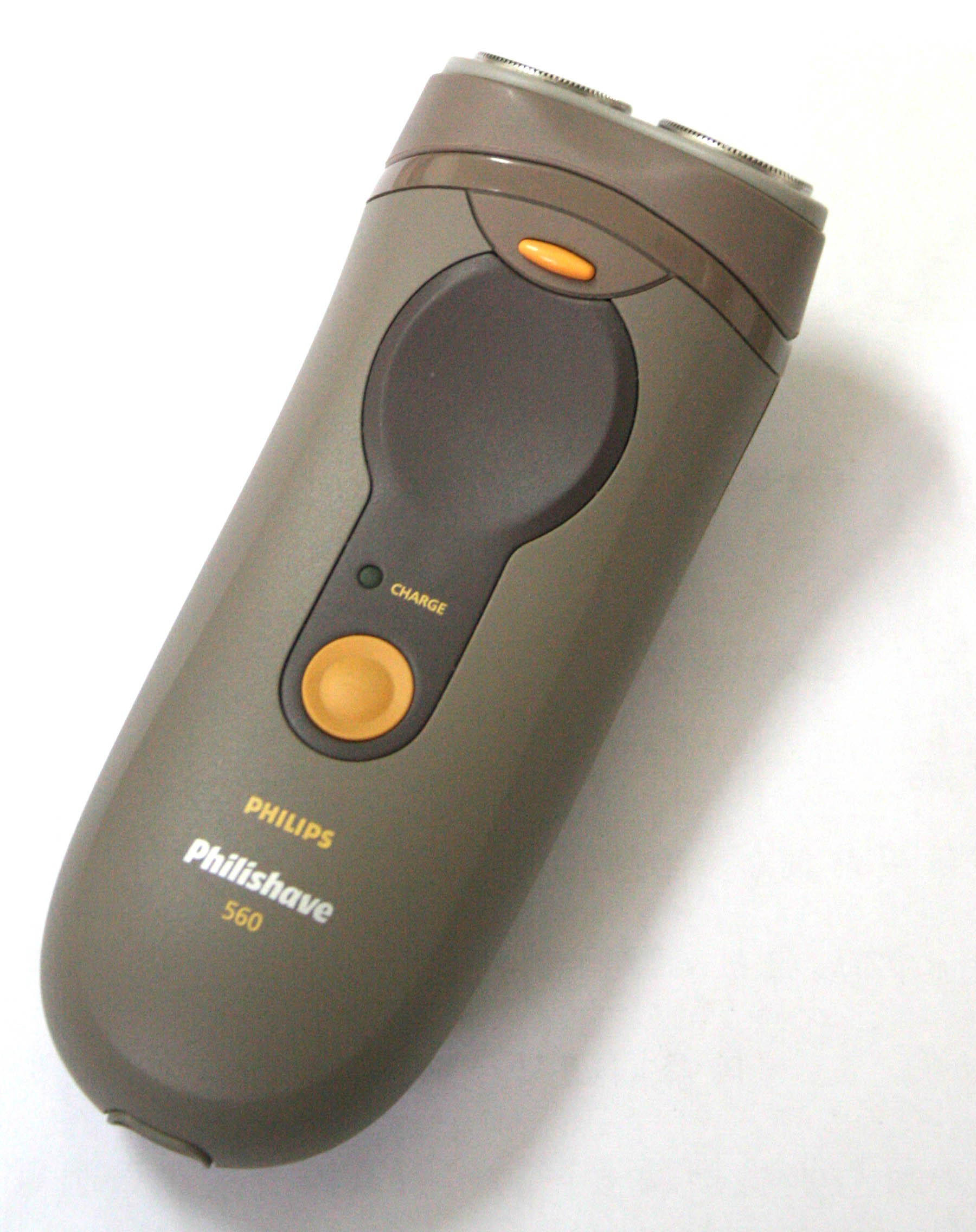
飛利浦生產的旋轉式電動刮鬍刀

電動刮鬍刀，又稱「電動剃鬚刀」、「電動鬚鉋」，按照工作原理分類包括旋轉式與往復式刀頭。電動刮鬍刀跟一般刮鬍刀比起來，不易刮傷皮膚，比刮鬍刀在使用上安全許多，需經由充電、接上電源或者裝配電池才能使用，但清理較刮鬍刀費時。
旋轉式剃鬚刀是由飛利浦於1928年11月6日發明。其作用原理是將刀片套上馬達置於不易形變的硬網之下，以馬達的轉動替代手動的刮除動作，達成刮除體毛的效果，硬網用來保護使用者不被旋轉中的刀片割傷。